# Biuletyn Polskiego Towarzystwa Językoznawczego
Biuletyn Polskiego Towarzystwa Językoznawczego – rocznik Polskiego Towarzystwa Językoznawczego. Periodyk zawiera oprócz referatów zjazdowych także inne artykuły językoznawcze, recenzje i bibliografię ogólnojęzykoznawczą.
Nowe numery udostępniane są na stronie Towarzystwa w formacie PDF (stopniowo udostępniane są również numery archiwalne).